# ウィザードリィ外伝
『ウィザードリィ外伝』とは、アスキーによるコンピュータゲームのシリーズである。
同社はシナリオ#1-5の家庭用ゲーム機への移植実績があり、これらの作品群の基本的なシステムを踏襲して制作した、日本オリジナルのシナリオである。BGM作曲は一貫して藤原いくろうが行っている。
開発スタッフの一人である金田剛が2021年のチャットインタビューで語ったところによると、当時は印刷したダンジョンの図面をもとに壁やダークゾーンなどの座標を一つ一つ手動で入力していたとされている。『外伝II』でディレクターを務めた徳永剛も同じインタビューの中でマップデータの入力に苦労していたと話しており、壁のレイアウトを間違えて開発中に「＊いしのなかにいる＊」という状態を誘発してしまったことを明かしている。
また、シリーズが進むにつれてデータ量が増えていった上、少し容量が上がるだけでゲームボーイ用のROMの製造原価が数百円も高くなるため、シリーズ後期はコストカットに悩んだと金田は前述のチャットインタビューの中で話している。
なお、外伝I・外伝IIについては、後にWizardryの版権の関わる部分を変更し、「ネザードメイン」というタイトルで携帯電話アプリに移植されている。
その後、開発スタッフが有限会社59を立ち上げ、原点回帰としてWindows用ソフト『ウィザードリィ外伝 戦闘の監獄』を発売した。

## 作品一覧

### ウィザードリィ外伝I 女王の受難
『ウィザードリィ外伝I 女王の受難』（The First Episode - Suffering of The Queen）は、1991年にアスキーからゲームボーイ用ソフトとして発売された。
ゲームシステムはシナリオ#5をベースとしており、呪文体系の変更やロングレンジ武器、冒険者の呪文無効化能力の付与などの要素がある。アスキーで発売するシリーズとして1992年のSFC版#5に先駆けて最初にオートマッピング機能が採用された。ストーリーはゲームボーイ版独自の内容となっている一方、シリーズの中で培ってきたシナリオの基本部分は継承されている。
外伝に共通する「表のダンジョンを攻略した後に裏のダンジョンが現れ、真のラスボスを倒しに行く」という独自の流れが既に確立されている。
裏のダンジョンの地下6階はボスがおらず（ラスボスは1階に存在）、強力な敵が出現するだけのループマップとなっており、アイテムと経験値を求めて彷徨するのに最適なつくりになっている。

#### 開発（外伝I）
本作は、アスキーのディレクターである三田浩によって「ゲームボーイ向けの『ウィザードリィ』のプロジェクト」として発足し、プログラマにはアスキーの開発部に在籍していた金田剛が起用されたほか、ファミコン版『ウィザードリィ』の移植実績を持つゲームスタジオが開発協力として参加した。
また、開発作業はスーパーファミコン版#5と同時進行で行われた。
ゲームボーイは対象年齢層が低いことに加え、長期的な視点から新規プレイヤー層を開拓する必要があったため、当初は『ウィザードリィ』の入門編と位置づけられる予定だった。ところが、ゲームボーイ向けの仕様を突き詰める中で、携帯ゲーム機と『ウィザードリィ』の親和性が予想以上に高いことが判明する。さらに、発案者の三田やゲームスタジオのスタッフが『ウィザードリィ』の大ファンだったこともあり、次第に従来のファンも対象にする方針へとシフトしていった。金田が2021年のチャットインタビューで語ったところによると、三田は『ウィザードリィ』としての手触り感を重視しており、少しでも損なわれるような要素は不要であるという見解を示していたとされている。金田氏はその例として、戦闘画面で魔法エフェクトを導入するなど演出面の提案をしたところすべて却下されたことを挙げており、当時はせっかく作ったのにと落ち込んでいたが、今思えば確かに『ウィザードリィ』には不要な要素だったと振り返っている。
金田がApple II版のシナリオ#5に用いられていたPascalに詳しくなかったため、三田が『ウィザードリィ』のロジックを日本語の文章に訳し、それをもとに金田がプログラムを組み立てるという手法が取られた。また、ハード側の制約をクリアするため、様々な工夫が凝らされた。たとえば、戦闘画面でモンスターを2体表示させるときは、本来なら背景に用いるバックグラウンドを駆使してモンスターを随時入れ替えるという手法が取られた。
モンスター・キャラクターデザインは池上明子（現：池上紗京）が担当。アークデーモンやグレーターデーモン等の“定番”モンスターのデザインは末弥純のものを踏襲している。

#### あらすじ（外伝I）
リルミガンにアイラスが女王として即位した日、町は南西よりわきでた黒い雲におおわれ、三日三晩、嵐が吹き荒れた。その間に女王の双子の姉ソークスが失踪、町をあげての捜索にも手掛かりはない。リルミガンを守護するニルダの杖も輝きを失い、さらに、女王が信頼していた王宮付きの魔法使いタイロッサムが旧王宮地下にある"ダバルプスの呪いの穴"に身を潜め、魔物を召喚し始める。リルガミンには多くの冒険者の子孫が集まり、タイロッサムならびにソークスの探索を始める。

#### 関連書籍（外伝I）
攻略本
- 『ウィザードリィ・外伝Iのすべて : ゲームボーイ版』Hippon super!編集部、JICC出版、1991年12月、ISBN 4796602372
- 『ウィザードリィ・外伝I 必勝攻略法』双葉社、1991年11月、ISBN 4-575-15202-1
- 『ウィザードリィ・外伝I：女王の受難』ワークハウス〈ゲームボーイスーパー攻略ガイド〉、1991年12月、ISBN 4-88144-071-3

小説
- 吉本正彦『小説ウィザードリィ（6） 女王の受難』双葉社〈ファンタジーノベルシリーズ〉、1992年10月26日。ISBN 978-4575231304。
- 高井信『ウィザードリィ外伝 女王アイラスの受難』アスペクト〈ログアウト冒険文庫〉、1993年10月22日。ISBN 978-4893661371。

ゲームブック
- 山崎和緒『ウィザードリィ・外伝I 女王の受難』双葉社〈ゲームボーイ冒険ゲームブック〉、1991年

### ウィザードリィ外伝II 古代皇帝の呪い
『ウィザードリィ外伝II 古代皇帝の呪い』（The Second Episode - Curse of the Ancient Emperor）は、1992年にゲームボーイ用ソフトとして発売された。
中東をモデルにした街、アルマールが舞台であり、東方文化も流入している設定なので、アジア風の敵キャラクターやアイテムも多数登場する。また、携帯機でのウィザードリィ（あるいはそれに類するダンジョンRPG）としては初めて、ダンジョン内での中断・オートセーブが不可能である「マニアモード」を搭載した。
このシナリオにしか登場しない強力な装備が多数登場したが、モンスターもまた凶悪極まりないものが登場した。特にラストダンジョンでは、従来のシナリオではラスボスとなっていても遜色の無い「魔王」と呼ばれる強大無比な敵が6体も登場し、更にラスボスはその6体を上回る能力を持つなど、以降の外伝での数値的インフレーションの走りとなっている。
種族の個性や、高いレベルの基本職の存在価値を出す試みもされており「金剛の戦斧」（ドワーフの戦士のみ装備可）「木霊の弓」（エルフの魔法使いのみ装備可）「大地のフレイル」（ノームの僧侶のみ装備可）「アイシングダガー」（ホビットの盗賊のみ装備可）など強力な武具が登場した。これ以外にも「ベイキングブレード」（人間の君主のみ装備可）という強力な剣も存在し、それぞれの武器で物語の謎解きの要素にもなっている「五行」を再現している。
基本職種族限定装備はすべての職に用意されており、上級職の最高装備を上回る性能を持っていた。「金剛の戦斧」は、シリーズを通して圧倒的な破壊力を誇る村正に迫るレベルで、他の武器を圧倒する破壊力を持っていた。他の装備も破壊力だけでなく、後列から攻撃可能であったり、戦闘中に使用することで無制限に高位の魔法が撃てるなど、様々な特殊効果で攻守に渡って活躍可能なため、宝島社の攻略本には「盗賊はホビットで作らないと大損をする」と書かれたほどである。
ウィザードリィはシナリオを終えた後のキャラ育成も楽しみの一つとされてきたことからか、『経験値が多量に入るレアアイテム』という珍しいものも登場した。

#### あらすじ（外伝II）
大陸の東域にあり、東方世界との接点の異名を持つ城塞都市アルマールは数世紀の間、平和を謳歌してきた。ある日、アルマール領主のウディーンは、町の近くにある古代遺跡の発掘調査を思い立つ。調査中、大規模な落盤によって多くの作業員が死亡する。それと同時に、遺跡の地下に広大な迷宮が広がっていたことも判明する。その入り口には、最後の皇帝である妖術師ハルギスの墓である旨を記した金属板が見つかる。
それからほどなくして、埋葬された作業員たちの遺体が起き上がり、次々と地底へと進入していった。しかも、ウディーンの娘マナヤの視覚と聴覚、さらには言語能力が失われるという事件が起きた。娘を襲った不幸から、ウディーンは発掘された財宝をすべて迷宮に入れるも娘の呪いは解けなかった。しかも、迷宮から漏れ出す瘴煙は町全体にも悪影響を与えていた。
ウディーンはハルギスの封印を考えたもののどうにもならず、自分たちの代わりにハルギスを封じてくれる者を募集した。
冒険者たちによってハルギスは倒されたが、マナヤが危篤に陥った原因は別にあった。真犯人は竜の女帝スケイリーエンプレスであり、マナヤの肉体を依り代にして、地上に復活を果たすことが動機だった。かくして、冒険者たちは地下迷宮の奥深くにある「黄泉界」でスケイリーエンプレスと対峙し、撃破する。

#### 開発（外伝II）
前作『外伝I』の評判を受け、アスキーは続編の開発を決定し、金田がプログラマ兼プロジェクト管理者となった。
『BCF』および『外伝I』でユーザーサポート業務を担当していた徳永剛が『ウィザードリィ』好きを買われる形で同作のディレクターを務めた。
徳永が2021年に4Gamer.netの川崎政一郎とのチャットインタビューで語ったところによると、最初はシナリオの執筆やマネジメントをはじめとする開発業務の大半をこなすよう指示されたが、『外伝I』という手本をそのまま流用すべきでないという考えから、シナリオだけでも外部のライターを起用してほしいと依頼したという。最終的に、徳永の推薦で『小説ウィザードリィ 隣り合わせの灰と青春』の著者であるベニー松山がシナリオライターとして起用された。ただ、プロジェクトのスケジュールや予算を変えることはできないため、松山はシナリオ執筆に加えゲームバランスの調整などにも携わった。金田は前述のチャットインタビューの中で、当時の自分は管理職として反対したものの、発売後の評価などを見て、徳永の判断は正しかったと振り返っている。また、モンスター・キャラクターデザインは引き続き池上明子が担当しているが、ベニー松山の小説の挿絵を担当している高橋政輝がサポートに入っている。さらに、、ノベライズ版『ウィザードリィ外伝II 砂の王』を手掛けた古川日出男もデバッグに参加していた。

#### ノベライズ（外伝II）
ノベライズ作品である『ウィザードリィ外伝II 砂の王』（アスペクト、1994年、ISBN 978-4893661616）は、ウィザードリィ10周年記念イベント「WIZ’91」内で上演された舞台作品にかかわった作家の古川日出男が担当した。ベニー松山は同作のプロットの出来を評価しつつも、1巻発刊後に掲載されていた雑誌の不振によって打ち切りとなり、文庫のレーベルも消滅してしまったと振り返っている。なお、古川本人もこのことを気にしており、小説『アラビアの夜の種族』の執筆きっかけとなった。

#### 攻略本
- 『ウィザードリィ・外伝IIのすべて : ゲームボーイ版』Hippon super!編集部、JICC出版、1993年2月、ISBN 4796605762。
- 『ウィザードリィ・外伝II イマジネーションズガイドブック』編: ベニー松山・BENTSTUFF、1993年。
- 『ウィザードリィ・外伝II 古代皇帝の呪い 必勝攻略法』双葉社、1992年、ISBN 4575282081

#### 漫画
- 『ウィザードリィ外伝II 黄泉の覇王』作: ベニー松山 / 画: 池上明子、アスキーコミック
  - 第1巻：1994年、ISBN 4756108830
  - 第2巻：1994年、ISBN 4756111238

### ウィザードリィ外伝III 闇の聖典
『ウィザードリィ外伝III 闇の聖典』（The Third Episode - Scripture of the Dark）は1993年にゲームボーイ用ソフトとして発売された。
「男女」の性別が登場し、錬金術師をはじめ、シナリオ#6以降の新職業が一部追加されている。フェアリーやドラコンなどの新種族も登場している。オリジナルキャラ「アガン」が初登場し、続編のシナリオにも関わるようになったのも今作からである。外伝シリーズで最初に野外を歩けるようになったのも、大きな変更点である。さらには、対戦機能も導入された。
シナリオ本編をクリアしてなお、最強キャラクターの育成やレアアイテム獲得を目指すプレイヤーのために、裏ダンジョン「ドラゴンの洞窟」が登場した。

#### あらすじ（外伝III）
リルガミン王国では信仰が薄れたことにより、神の力も衰退しつつあった。ある日、ダリアという女性が何者かによって殺されてしまう。彼女の恋人であるアガン・ウコーツは蘇生の魔法でも彼女を復活させることができず、高位魔族の力を借りるべく、禁断とされる「魔族召喚」を実行する。その結果、召喚によって殺到した魔族により王国は荒廃し、アガンも300年後の未来に転送される。転送先で王となったアガンは、莫大な財宝が隠された呪われた城の存在を知り、かつての自分がしたことを思い知らされる。そして、彼はこの地に城砦都市ダリアを設営し、魔族の排除に挑む。ところが、商人から送られた黄金の仮面によって正気を失う。
その後、冒険者たちに向けて、王を仮面の呪いから解放した者に褒賞が与えらえるというお触れが出される。この地を訪れた冒険者一行は、王の執事と面会し、彼の依頼で南の洞窟から「宝珠」を入手してくる。
黄金の仮面を授けたのは王国の守護者である龍であり、一行が執事の依頼で南の洞窟から手に入れた宝珠によってアガンの呪いは解けたものの、過去の契約により、アガンは新たな魔族の王になりかけていたため、本人の頼みで一行によって倒された。
エンディングは2種類に分かれており、バッドエンドではアガンの復活に失敗し、埋葬されるという内容である。一方、グッドエンドではアガンの遺体をダリアのミイラのそばに置いた結果、ダリアが昇天し、アガンが復活するという結末を迎える。

#### 開発（外伝III）
前作『外伝2』よりも納期と予算が限られた中で、前作のディレクターである徳永剛が、ディレクションだけでなくシナリオ執筆も務めることとなった。徳永は、ゲームバランス等で詰めが甘いことを認めつつも、今でも一番好きな作品として本作を挙げている。
「リルガミンの崩壊」というイベントは、新しい「売り」を出そうと試行錯誤する中で、「廃墟になったリルガミンを歩き回ったら新鮮だろう」という考えをきっかけに、インパクトを出す目的を優先する形で取り入れられた。また、徳永はSF色の強いCDSも気に入っており、同作に登場する種族や職業、屋外マップ等を取り入れたいと考えた。本作の開発当時のアスキーは『ダービースタリオン』の新作を毎年出さないといけないほど経営状況が厳しく、前2作に参加していた金田剛はそちらに駆り出されていた。同様の理由から、徳永も肩身の狭い思いをしていたとチャットインタビューの中で振り返っており、その後の外伝シリーズの開発作業は社外に委託するようになったと述べている。

#### 反響（外伝III）
金田によると、本作はゲームボーイの市場が縮小していた時期に発売されたため、販売本数の面でも苦戦を強いられたとされている。金田は本作のプロジェクト終了後に発売された『ポケットモンスター 赤・緑』によってゲームボーイの市場が復活したことを引き合いに出し、もしウィザードリィの開発現場から去った自分からノウハウを引き継ぐ人が社内にいたら、『外伝IV』以降もゲームボーイで展開してたかもしれないと話している。

#### 攻略本
- 『ウィザードリィ・外伝IIIのすべて : ゲームボーイ版』Hippon super!編集部、宝島社、1993年11月、ISBN 4796607382。
- 『ウィザードリィ・外伝III 闇の聖典 必勝攻略法』双葉社、1993年、ISBN 4575282588

### ウィザードリィ外伝IV 胎魔の鼓動
『ウィザードリィ外伝IV 胎魔の鼓動』（Throb of the Demons Heart）は、アスキーから1996年にスーパーファミコン用ソフトとして発売された。開発はアクセスが担当した。
日本に通じる雰囲気を持つ、遙か東の国「緋蓮」を舞台としている。#6の新職業も全て登場し、武器の両手装備の概念も追加される。これらの要素は、後の他社製の日本製ウィザードリィでもほぼ踏襲されている。
「胎魔の鼓動」のラスボスにあたる敵を倒した後で「リルガミン城」に行くことができ、外伝IIIの前の時代であることが明らかになる。今作では緋蓮とリルガミンそれぞれに商店が存在し、高レベルの武具は、「リルガミンに行くまでは売ることのみでき、買い戻すことはできない」という独特のシステムとなっていた。
外伝IVは忍者に大きな変更があり、戦士系の重い武器防具を装備できなくなった代わりに、武具を装備してもレベルアップにより防御力がアップするという仕様になった。「善の忍者」ともいうべき新職業「モンク」も同様である。
本編クリア後の「ドラゴンの洞窟」も「Dragon's Cave」として登場している。

#### あらすじ（外伝IV）
遙か東の国「緋蓮」は魔族の侵攻をうけたが、天から現れた軍神により、窮地を脱する。また、魔王も地底へ逃亡するが、三種の神器である「死者の書」「破壊の剣」「精霊のマント」によって封じられる。
その後、この伝承は人々の記憶から消えていった。また、三種の神器がまつられた「死霊の塔」「不動の塔」「幻術の塔」には、それぞれの神器を信仰する部族が住み着き、彼らは互いに排他的な態度をとっていた。
ある日、国全体を治める緋蓮城の主、輝永公が死亡したこときっかけで、国中が混乱に陥る。輝永の跡取りである輝羅は、家臣である三人の賢者を呼び寄せる。その一人は「怪物が現れており、このまま状況が悪化すれば、この城が攻められるのも時間の問題」と話すが、もう一人から輝羅がまだ幼く実戦経験もないため出陣は不可能と指摘される。このやり取りを聞いていた残りの一人が「三種の神器で反乱分子を抑え込み、輝羅を新たな君主として宣言してはどうか。ただし、城の兵士を動かせばさらなる混乱を招くため、領内の流れ者や冒険者たちにお触れを出してはどうか」と提言し、最終的にはその通りになった。
こうして、三種の神器を得た輝羅は反乱分子の制圧に成功する。ところが、三人の賢者のうちの一人が魔族と結託しており、魔王復活のために輝羅を誘拐する。儀式の場である古の洞窟に乗り込んできた冒険者らを前に、賢者は魔王に襲われ洞窟から逃げ出す。そこへダリアという少女が通りかかり、事情を知らない彼女は賢者を助ける。賢者はダリアの肉体を乗っ取って魔王復活をもくろむも、冒険者たちに倒される。
だが、ダリアにはアガンという恋人がおり、これがのちに『ウィザードリィ外伝III 闇の聖典』のストーリーに続く。

#### 開発（外伝IV）
徳永はこれまでのシリーズと大幅に変えたいと考え、自分の好きなホラー映画にヒントを得た。また、徳永は「日本のプレイヤーなら、和風にした方が恐怖が響くだろう」と考え、和風ホラーの世界観を組み立て、さらにそこへ前作『外伝III』のころから考えていたどんでん返しも物語に組み込んだ。

#### 反響（外伝IV）
徳永によると、本作が発売された1996年にはNINTENDO 64も発売されていたため、スーパーファミコンの市場が急速に縮小したことが本作の売り上げにも響いたとされている。

#### 関連書籍（外伝IV）
攻略本
- 『ウィザードリィ・外伝4 胎魔の鼓動 公式ガイドブック』アスキー、1996年10月、ISBN 4-89366-594-4

#### 関連CD（外伝IV）
- 「Wizardry 外伝4 胎魔の鼓動 CDドラマ 第1景」ユーメックス、1996年7月 ※W'sによるイメージソング「to The TRUTH」を収録
- 「Wizardry 外伝4 胎魔の鼓動 CDドラマ 第2景」ユーメックス、1996年8月 ※W'sによるイメージソング「Bless my Stars」を収録
- 「Wizardry 外伝4 胎魔の鼓動 CDドラマ 第3景」ユーメックス、1996年9月 ※W'sによるイメージソング「i did it」を収録

### ウィザードリィ 〜DIMGUIL〜
『ウィザードリィ 〜DIMGUIL〜』（ディンギル）は、アクセスが開発し、アスキーが2000年に発売したコンピュータゲームである。「外伝」とは銘打たれていないが、『外伝IV』のキャラクターをパスワードの入力によって「転生」できる事などから、実質的な外伝シリーズと見られている。中森明菜の「月の微笑」が同作の主題歌として用いられている。また、サウンドトラック『ウィザードリィ 〜DIMGUIL〜 ORIGINAL SOUND TRACK』は本作に先行する形で発売された。